# Menominee megye (Michigan)
Menominee megye az Amerikai Egyesült Államokban, azon belül Michigan államban található. Megyeszékhelye és legnagyobb városa Menominee. Lakosainak száma 23 502 fő (2020. április 1.). Menominee megye Marquette, Door, Marinette, Delta és Dickinson megyékkel határos.

## Népesség
A megye népességének változása:
| Lakosok száma | 23 974 | 23 931 | 23 769 | 23 791 | 23 548 | 23 502 |
|               | 2010   | 2011   | 2012   | 2013   | 2015   | 2020   |